# محمد سالم ديانوس
محمد سالم محمد الملقب بـديانوس مولود في (23 مايو 1999 في الرياض في موريتانيا - ) هو لاعب كرة قدم موريتاني في خط الهجوم في نادي القلعة السعودي.

## مسيرة اللاعب
لعب سابقاً في عدة أندية موريتانية في مدينة تروا و نادي تفرغ زينة ونادي تجكجة ونادي نواكشوط كينغ و احترف لاحقاً في نادي برقان الكويتي و أولمبي الشلف الجزائري و احترف في السعودية في نادي الخلود ونادي وج ونادي الشرق ونادي السد ونادي القلعة ونادي الحالة البحريني.
ومثل منتخب موريتانيا للناشئين وتوج ببطولة شمال افريقيا كما مثل منتخب الشباب في بطولة كوتيف والتصفيات الأفريقية وسجل في مرمى نيجيريا في الدور الحاسم و اختير لتمثيل منتخب موريتانيا في كأس العرب 2021 بقطر
توج هدفا للدوري الكويتي مع نادي برقان 24 هدفا في الدرجة الثانية 2018-2019
وأحرز هداف الدرجة الثانية في السعودية مع نادي الخلود ب 22 هدفا 2022-2021
احترف في نادي الحالة البحريني 2023-2024 سجل 6 اهداف في المباريات الودية و 5 اهداف في الدوري وهدفين في الكأس وساهم في 6 أهداف